# Pelomedusa subrufa
La tortuga d'escut africana (Pelomedusa subrufa) és una espècie de tortuga de la família Pelomedusidae, pròpia del sud d'Àfrica que es pot enterrar en el fang si la pluja escasseja.

## Morfologia

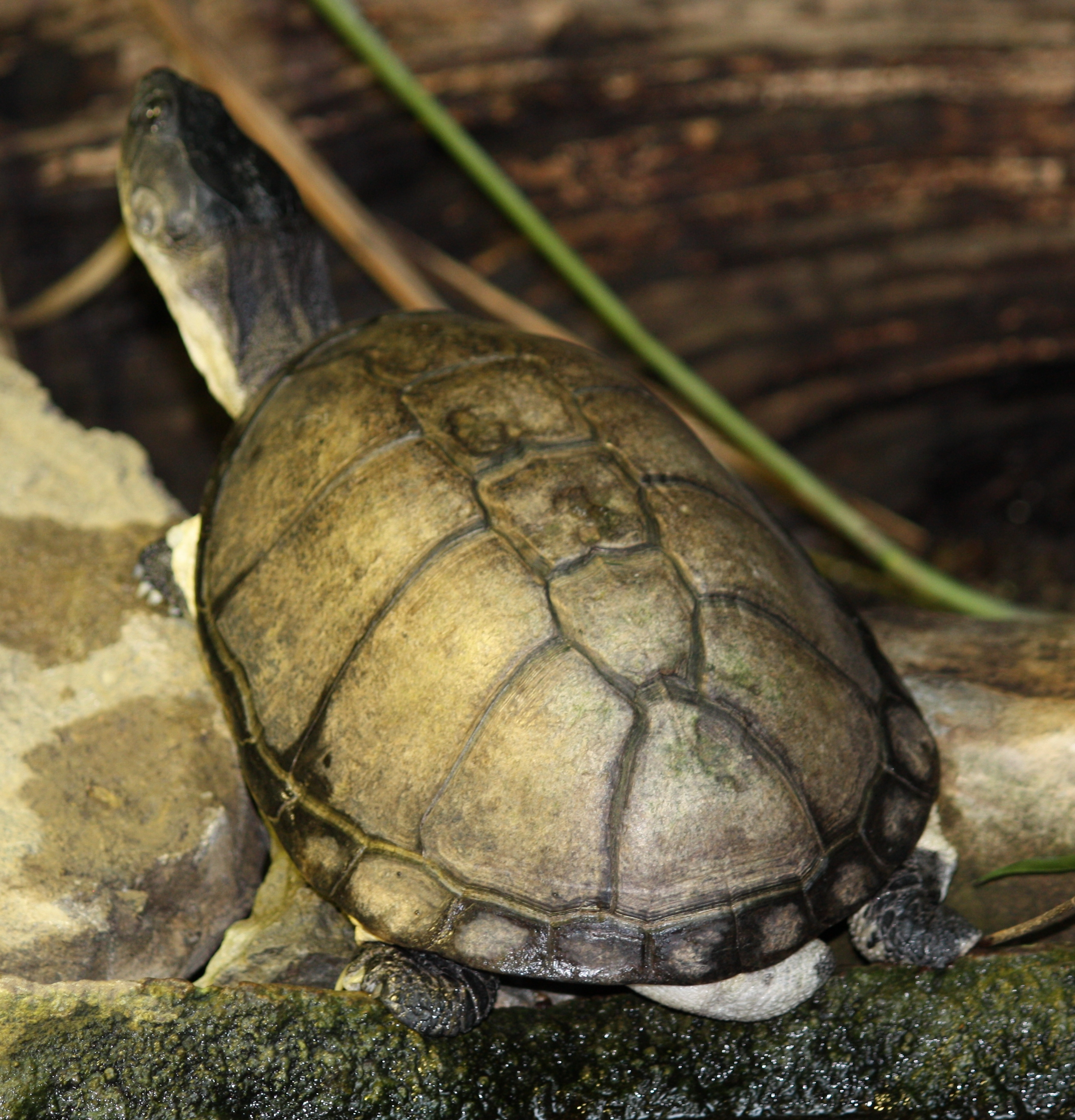
Pelomedusa subrufa

La closca de Pelomedusa subrufa mesura aproximadament 20 cm; el registre màxim n'és de 32,5 cm.
No té frontissa mòbil; a diferència de Pelusios castaneus pot ser completament uniforme, sense enlluernaments, ocre. No obstant això, alguns exemplars tenen colors molt foscos i uniformes.
La closca és ovalada de color marró a verd oliva.
El dimorfisme sexual només és visible mitjançant l'observació de la cua: en mascles, llarga i ampla a la base, amb un pou negre al final de la cua. En la femella, és més curta i prima, amb una claveguera a prop de la seva base.

## Alimentació
S'alimenta d'insectes, mol·luscs, crustacis, cucs, petits mamífers, peixos, etc.

## Distribució
Aquesta espècie es troba a l'Àfrica subsahariana, incloent-hi Madagascar, el Iemen i l'Aràbia Saudita.

## Hàbitat
Viuen principalment en petites llacunes i estanys plens de tant en tant, però no triguen a assecar-se, donades les altes temperatures. En el seu hàbitat, durant els dies d'estiu amb molta calor, la temperatura mitjana és de 30 °C.